# 丁健 (企业家)
丁健（1965年—），前民運人士及六四事件學運領袖、亞信創造者，現為金沙江创业投资董事总经理 。

## 生平

### 民運生涯
丁健1986年畢業於北京大學化學系，1988年赴加州大學留學 ，六四事件爆發後攜留學生捐款回北京參加學運曾被拘留。
學運後參加民運，出任民運刊物總編輯，組織了全美學自聯成立並擔任信息中心主任，創辦全美學自聯網站，獲得網絡技術和硬件，結識了同為民運參與者田溯宁與副主席劉亞東。
在美國創建了互聯網公司亞信科技，1990年代中期退出民運。

### 回國創業
獲刘亚东出資邀請丁健將亞信搬回北京中關村，並得到中國政府贊助。。
亞信承接了中國很多重要的互聯網建設，獲得了金盾工程的大部分合同。
2003年辭去CEO轉任董事長，2011年辭職。現為金沙江創業投資總經理。
2005年1月28日，丁健和凤凰卫视主持人许戈辉结婚。